# Barkhan (district)
Barkhan is een district in de Pakistanse provincie Beloetsjistan. Het district telt 103.545 inwoners (1998). De hoofdplaats is Barkhan.